# Madonna della Seggiola

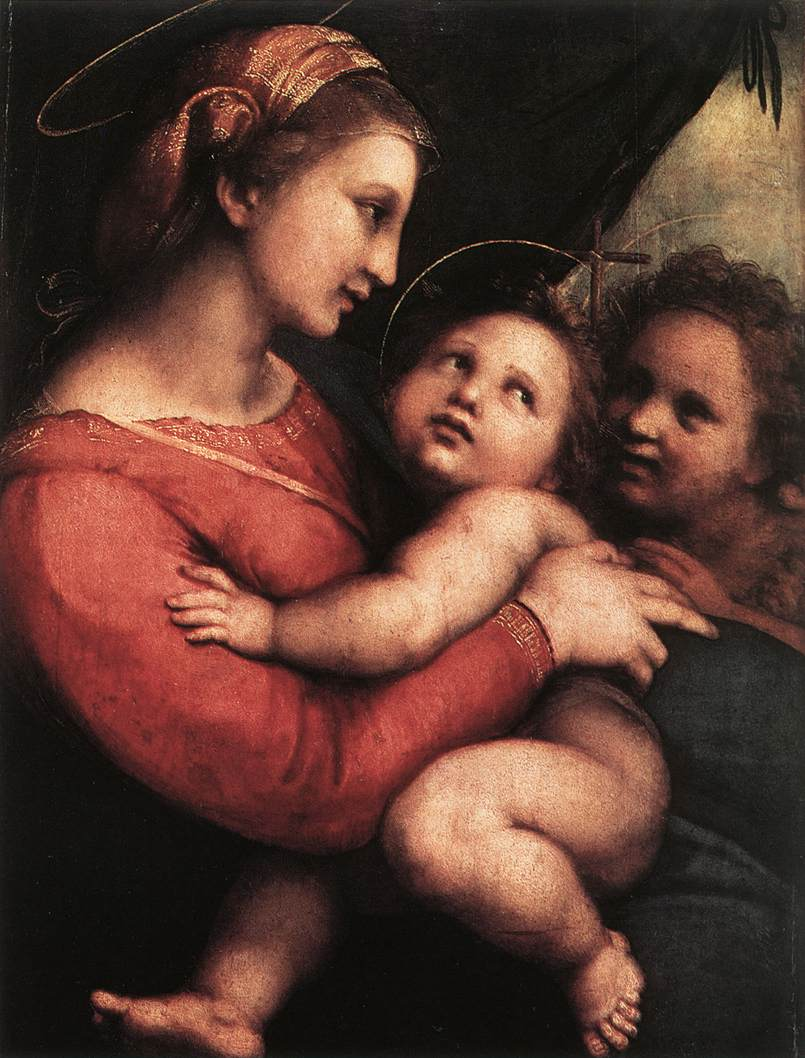
Madonna della Tenda

La Madonna della Seggiola è un dipinto a olio su tavola (diametro 71 cm) di Raffaello Sanzio, databile al 1513-1514 circa e conservato nella Galleria Palatina di Palazzo Pitti a Firenze.
Insieme alla precedente Madonna Sistina, è una delle due sole Madonne raffaellesche in cui Maria guarda direttamente negli occhi dello spettatore . È convenzionalmente considerata la prima opera in cui si usa consapevolmente il formato del tondo per scelta dell'artista e non per usi pratici (come nei deschi da parto) o per richiesta della committenza (come per il Tondo Doni).

## Storia
L'opera si trova nelle collezioni medicee fin dalla prima metà del Cinquecento ed era sicuramente nata per una collocazione privata, a giudicare dal formato della tavola. La presenza della "sedia camerale", la complessità compositiva e altri dettagli hanno fatto ipotizzare che l'opera fosse nata su commissione di papa Leone X, e da lui inviata ai suoi parenti a Firenze. Già agli Uffizi, venne destinata al palazzo reale dall'inizio Settecento. Negli inventari del 1723 e del 1761 è infatti ricordata nella camera da letto del Gran Principe Ferdinando de' Medici, mentre in seguito fu collocata nella Sala di Pietro da Cortona e, dopo il riordino leopoldino della quadreria, nella Sala di Giove (1771) e poi in quella di Marte (1793). Rastrellata durante le spoliazioni napoleoniche, fu a Parigi dal 1799 al 1815. Tornata a Firenze, dal 1882 è nella Sala di Saturno insieme con le altre opere di Raffaello del museo.
La datazione intorno al 1514 si basa su elementi stilistici poiché l'opera viene in genere considerata successiva agli affreschi della Stanza di Eliodoro. Evidenti sono le citazioni michelangiolesche, nella plasticità prorompente e fisica di alcuni dettagli, come il gomito del Bambino, tuttavia stemperati dal dolce stile raffaellesco. Vicina da un punto di vista stilistico e formale è la Madonna della Tenda, che propone gli stessi soggetti in una posa leggermente variata e su un formato rettangolare.

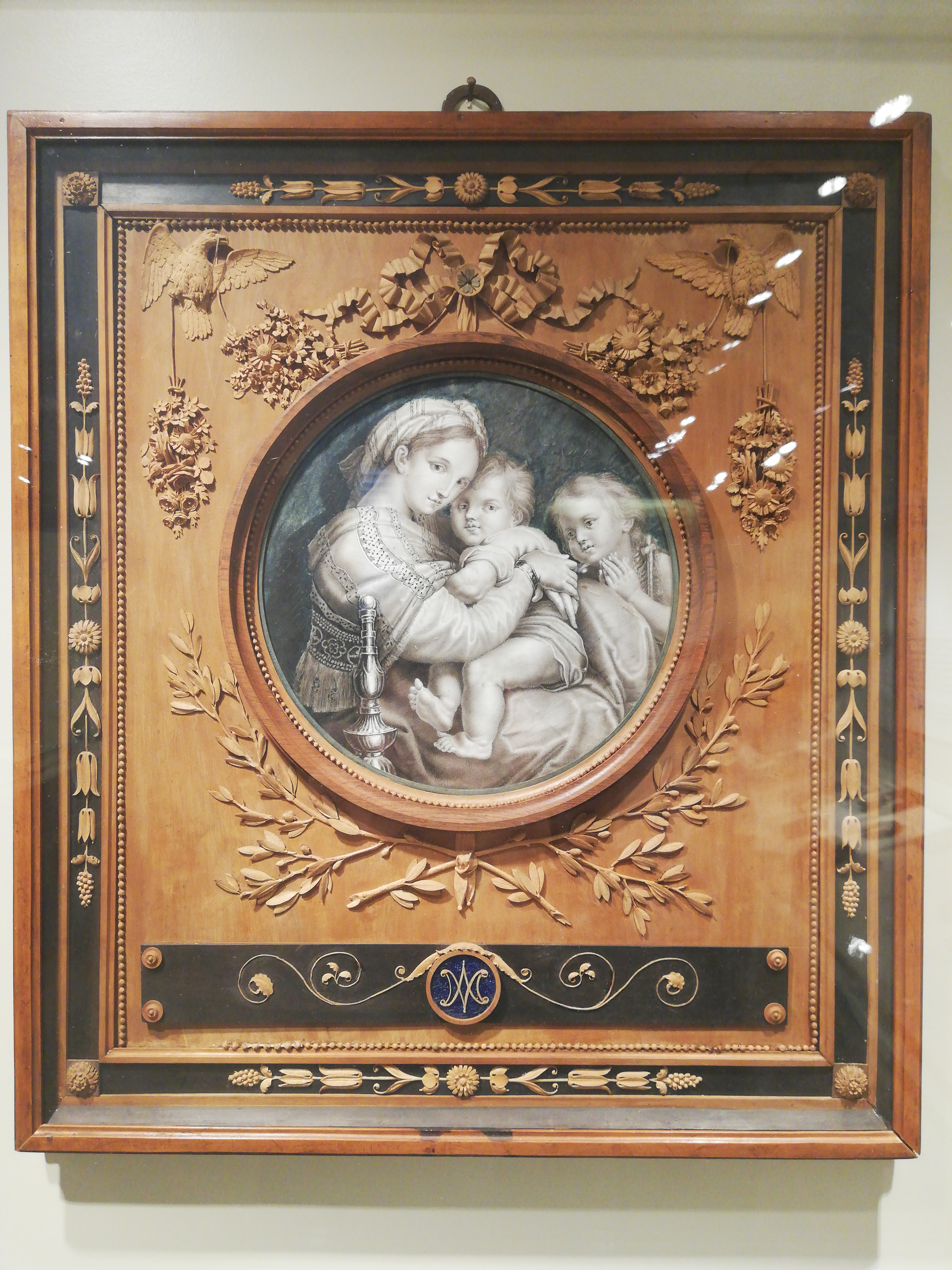
Una miniatura del dipinto.

## Descrizione
L'opera prende il nome dalla sedia camerale su cui è seduta Maria con in braccio il Bambino: entrambi si voltano verso lo spettatore, ma mentre Maria rivolge lo sguardo dritta davanti a sé, il Bambino sembra traguardare verso un punto più lontano. Assiste alla scena san Giovannino, a destra, che affiora dallo sfondo scuro e rivolge un gesto di preghiera a Maria.
Per tenere in braccio il Bambino, la Madonna solleva una delle due gambe, coperte da un drappo azzurro, scivolando quasi in avanti: in questo modo il corpo di Maria assume una posizione tale da generare un ritmo visivo circolare che sembra suggerire il dondolio del cullare. Essa china il capo verso il figlio, facendo toccare le due teste, e creando una situazione di intima dolcezza familiare. Dietro la bellezza formale vi è uno schema compositivo geometrico molto complesso, basato su curve e controcurve in rapporto fra loro e con la circolarità del supporto.
Estremamente curati sono i dettagli, che ne fanno un'opera di grande ricercatezza formale. Dal brillare delle frange dorate sullo schienale della sedia, ai ricami sullo scialle verde orientale della Vergine, fino allo studiato accostamento di colori caldi nel centro del dipinto e freddi sui bordi. La sua grande ricchezza visiva fanno dell'opera «indubbiamente uno dei maggiori capolavori dell'arte rinascimentale».

## Aneddoti
Secondo una curiosa leggenda, il quadro raffigurerebbe la figlia di un vinaio ed i suoi figli. 
Si narra che la ragazza, che viveva in una località sperduta dell' Appennino, soccorse un eremita che si era rifugiato su una quercia lì vicino per sfuggire ad un branco di  lupi, riuscendo a metterli in fuga. Il sant'uomo, grato per la salvezza, benedisse sia lei che la quercia, predicendo che entrambe avrebbero, un giorno, conquistato l'immortalità. Alcuni anni dopo, la ragazza si sposò e divenne madre di due bimbi, e la quercia fu abbattuta dal vinaio che se ne servì per fabbricare  botti e  barili. Un giorno passò di lì Raffaello che, rimasto colpito dalla bellezza della madre e dei figli che giocavano con lei sulla porta di casa, e non avendo con sè tela e pennelli per ritrarli, li disegnò alla meglio con un carboncino sul fondo di una delle botti che si trovavano lì accanto -e che fu, quindi, il motivo della composizione "a tondo". Così, secondo la predizione dell'eremita, tanto la giovane come la quercia, da cui era stata ricavata la botte, raggiunsero l'immortalità attraverso l'opera del grande pittore.

## Riferimenti nell'arte
L'opera appare citata in maniera più o meno esplicita in vari dipinti di Jean-Auguste-Dominique Ingres, grande ammiratore di Raffaello, e in particolare in Raffaello e la Fornarina, appesa sul muro in fondo, e in Napoleone I sul trono imperiale, in cui il dipinto appare ricamato sul tappeto a rappresentare il segno zodiacale della Vergine.

## Riferimenti in letteratura
Attorno a questo dipinto ruota la vicenda del racconto breve di Henry James "La Madonna del futuro" (contenuto nel volume Racconti Italiani, edito da Einaudi).